# Município de Springfield (condado de Lucas, Ohio)
O município de Springfield (em inglês: Springfield Township) é um município localizado no condado de Lucas no estado estadounidense de Ohio. No ano de 2010 tinha uma população de 26.193 habitantes e uma densidade populacional de 468,83 pessoas por km².

## Geografia
O município de Springfield encontra-se localizado nas coordenadas 41° 37′ 10″ N, 83° 43′ 47″ O. Segundo o Departamento do Censo dos Estados Unidos, o município tem uma superfície total de 55.87 km², da qual 55.72 km² correspondem a terra firme e (0.26%) 0.15 km² é água.

## Demografia
Segundo o censo de 2010, tinha 26.193 habitantes residindo no município de Springfield. A densidade populacional era de 468,83 hab./km². Dos 26.193 habitantes, o município de Springfield estava composto pelo 83.87% brancos, o 9.7% eram afroamericanos, o 0.23% eram amerindios, o 2.5% eram asiáticos, o 0.02% eram insulares do Pacífico, o 1.08% eram de outras raças e o 2.6% pertenciam a duas ou mais raças. Do total da população o 4.21% eram hispanos ou latinos de qualquer raça.